# Lachemilla diplophylla
Lachemilla diplophylla är en rosväxtart som först beskrevs av Friedrich Ludwig Diels, och fick sitt nu gällande namn av Werner Hugo Paul Rothmaler. Lachemilla diplophylla ingår i släktet Lachemilla och familjen rosväxter. Inga underarter finns listade i Catalogue of Life.